# چیبوتو، موزامبیک
چیبوتو (به لاتین: Chibuto) یک منطقهٔ مسکونی در موزامبیک است که در Chibuto District واقع شده‌است.
 چیبوتو  ۶۳,۱۸۴ نفر جمعیت دارد.